# Duodecime
Een duodecime (van Latijn: duodecimus, de twaalfde) is in de muziektheorie het interval in een diatonische toonladder tussen een eerste toon en de daarboven liggende twaalfde. Een duodecime omvat elf toonafstanden, en is een samengesteld interval opgebouwd uit een kwint en een rein octaaf. Het interval tussen bijvoorbeeld de tonen c en g' is dus een duodecime. Men zegt dat de g' een duodecime boven de c ligt. Ook wordt de tweeklank die bestaat uit twee tonen die een duodecime uit elkaar liggen, als duodecime aangeduid. De tweeklank c-g' is een duodecime, of de tonen c en g' vormen een duodecime.

## Varianten
De meest voorkomende duodecimen zijn de reine, de verminderde  en de overmatige duodecime.

### Reine duodecime
De reine duodecime is nauw verwant met de reine kwint. In de reeks natuurtonen is de reine duodecime een interval met de frequentieverhouding 3:1, dus het octaaf van de reine kwint, opgebouwd uit een reine kwint plus een rein octaaf. Het is de tweede boventoon van de grondtoon. Hiervan afgeleid wordt elke duodecime rein genoemd met een toonafstand van een rein octaaf plus een reine kwint. Een reine dudecime wordt wel aangeduid als P12.
- Voorbeeld: het interval tussen c' en g" is een reine duodecime

### Verminderde duodecime
Als de kwint in een duodecime verminderd is, heet ook de duodecime verminderd.
- Voorbeeld: de afstand tussen c' - ges" is een verminderde duodecime

### Overmatige duodecime
Als de kwint in een duodecime overmatig is, heet ook de duodecime overmatig. 
- Voorbeeld: de afstand tussen c' - gis" is een overmatige duodecime.

## Bohlen-Pierce-verdeling
In de Bohlen-Pierce-verdeling wordt de duodecime het tritaaf genoemd en is in dat stelsel, vervangend voor het octaaf, de leidende toon en na de grondtoon de belangrijkste tweede toon van het stelsel.

## Muziekinstrumenten
De klarinet gebruikt een duodecimeklep.